# Sciatta debeauxi
Sciatta debeauxi är en fjärilsart som beskrevs av Emilio Berio 1937. Sciatta debeauxi ingår i släktet Sciatta och familjen nattflyn. Inga underarter finns listade.